# Daniel Armand Ugon
Daniel (Jean Daniel) Armand Ugon (Torre Pellice (Italia), 18 de septiembre de 1851 - Colonia Valdense (Uruguay), 23 de agosto de 1929), fue un pastor valdense enviado al Río de La Plata, donde ayudó a desarrollar cultural, material y espiritualmente la Iglesia Valdense en Uruguay y Argentina.  

## Biografía
Nacido en Torre Pellice, era hijo de Jean Jacques y Anne Eynard, en una familia de campesinos.  Estudió en el Colegio Valdense de Torre Pellice, graduándose de bachiller en ciencias y letras en 1870. Ese mismo año ingresó a la Facultad Valdense de Teología de Florencia. 
En octubre de 1871, reclutado por el ejército, se ofreció como voluntario en la artillería por un año, para evitar el reclutamiento de cinco años. En junio de 1873 concluyó el tercer año de estudio, se estaba preparando para un año en el extranjero con una beca obtenida gracias a los excelentes resultados, cuando la Mesa Valdense le envió (en octubre de 1873) como pastor asistente del pastor Peter Lantaret en Pomaretto. Allí encontró una situación difícil en la que trató de remediar con los cultos internos y visitas, incluso en las aldeas más remotas. 
Se dedicó además a la enseñanza del latín, gramática, aritmética, geografía e historia. Propuso la mejora de edificios de la iglesia y la apertura de una escuela nocturna, sobre todo para los jóvenes trabajadores de la fábrica textil en los alrededores de Perusa. A ella asistieron unos setenta niños de edades comprendidas entre siete y quince años.
Fue ordenado pastor en 1875, ayudó al pastor Lantaret, en  Pomaretto hasta 1877, y luego fue enviado por la Iglesia Valdense en América del Sur para responder a la necesidad urgente de la población de la Colonia Valdense del Rosario Oriental, que se quedó sin un pastor desde 1875, cuando Juan Pedro Michelin Salomón fue trasladado. Llegó a la Colonia Valdense del Rosario Oriental, (luego rebautizado Colonia Valdense) el 26 de noviembre de 1877, después de más de tres semanas de viaje, acompañado por su esposa Alice Rivoir (casado el 20 de octubre de ese año), en un momento de grandes cambios en el Uruguay: un golpe militar, con el apoyo de los grandes comerciantes, terratenientes e inversionistas extranjeros, que había empezado la modernización del país. Armand Ugon se posesionó en este proceso, convirtiéndose en un importante actor responsable de la consolidación de la colonia de migrantes. Una de sus primeras iniciativas fue convocar una reunión general de los Valdenses residentes en Uruguay, el 24 de marzo de 1878, con más de un centenar de participantes, para dar una organización (material y espiritual) a la iglesia.
Fue pastor en Colonia Valdense desde el 1878 al 1919; en el período 1880-1882 también atendió la nueva comunidad de Cosmopolita-Artilleros. En los años siguientes otras familias se establecieron cerca de Cosmopolita, formando los núcleos de Tarariras, Riachuelo (Uruguay), San Pedro, que el pastor visitaba a caballo cubriendo grandes distancias.
Armand Ugon no solo se hizo cargo de la vida religiosa y espiritual de la comunidad, también fue  representante y "líder" político-administrativo, tratando con el presidente de la República para salvaguardar los intereses de la comunidad y se desempeñó como  intermediario ante el Comité de la Evangelización.  Él se hizo cargo de lo institucional, con el establecimiento de una iglesia autónoma de Colonia Valdense con relación a la Iglesia Valdense en Italia y en la obtención de la personería jurídica en 1884.
También se ocupó de la formación cultural de la población: en el primer año abrió ocho escuelas primarias en Colonia y en los alrededores, atendiendo a un total de ciento ochenta alumnos, trabajando para su sustento instando a las iglesias locales y el gobierno a que colaboraran. Con la ayuda del pastor metodista Thomas B. Wood concibió, y en 1888 fundó el Liceo, que actualmente lleva su nombre, por Ley del 31 de agosto de 1930. Esta institución, donde ambos pastores se desempeñaron como profesores, nació como una herramienta para la educación y la evangelización.  Comprendía un ciclo de estudios de seis años que daba acceso a la educación universitaria, a la enseñanza, y el comercio. Inicialmente la gestión del liceo estuvo  bajo la tutela de tres instituciones: la Iglesia Metodista, la Mesa Valdense y el Consistorio de la Iglesia Valdense de Colonia, tras la salida de Wood, en 1896, pasó a ser gestionada únicamente por la Iglesia Valdense. Armand Ugon asumió la función de director, teniendo que hacer frente a una situación económica cada vez más difícil. Dejó el cargo en 1905, pero tuvo que regresar en 1915, obligado por la ausencia de varios profesores. En 1926 el Liceo pasó a la gestión del Estado, momento en el cual la comunidad dejó de hacerse cargo directamente.
Durante el ministerio de Armand Ugon se construyeron varios edificios nuevos: el Templo de La Paz, terminado en 1893 - después de muchos años de trabajo, que comenzaron en 1868 durante el ministerio de Miguel Morel; el templo de Colonia Valdense (inaugurado en 1898, después de siete años de construcción,  junto al cual se construyó el presbiterio, dos escuelas, la oficina de correos. 
Se ocupó, por un lado a la consolidación de las colonias valdenses, defendiendo  la unidad de los grupos de migrantes que regularmente llegaron a Uruguay, limitando los conflictos internos que amenazaban con fragmentar la comunidad, y el apoyando  la colaboración con otros grupos protestantes en el área rioplatense (ingleses y suizos-alemanes). Por otra parte, con el aumento de la presión demográfica a causa de la fuerte tasa de natalidad, estimuló la expansión de las colonias, lo que dio lugar a un fenómeno de la migración interna, hasta llegar a la Argentina. 
Colaboró con las primeras comunidades Valdenses en la Argentina, en la provincia de Santa Fe (San Carlos, Colonia Belgrano) y Buenos Aires (Colonia Iris). Consciente de la importancia de disponer de un pastor permanente o que pudiera visitarlos regularmente, Armand Ugon pidió reiteradamente un pastor evangelista Valdense, obteniendo la llegada de Pedro Bounous a Cosmopolita en 1882.
Con su esposa tuvieron trece hijos entre 1879 y 1900: Emilio, Máximo, Ana Margarita, María, Alina, Alice, Daniel, Juana, Enrique, Santiago (quien fallecería a los dos años de edad en un incendio en la Casa Parroquial en momentos que el Pastor se encontraba en el Templo), Clara, Lucía y Claudio. En 1920 se retira a la vida privada, año en que se construye su nueva casa, la actual "Casona Armand Ugón". Enferma gravemente en agosto de 1929, lo rodean sus hijos. Le recomienda a su hija Ana que se ocupe de los ancianos, lo que cumplirá construyendo el "Hogar de Ancianos de Colonia Valdense". Muere el 23 de agosto de 1929, tres mil personas acompañan sus restos hasta el Cementerio de Colonia Valdense. El Doctor David Rivoir, hermano de Alice, le escribía en ese momento: "Di a tus hijos que su padre fue una de las más bellas figuras que haya visto en mi vida, era la encarnación del valor, de la generosidad, de la rectitud, de la energía y sobre todo de la bondad para no hablar sino de las cualidades morales, realzadas aún por su inteligencia y su espíritu".

## Publicaciones
- J. D Armand Ugon, Catecismo evangélico, (traduzione del catechismo)
- J. D Armand Ugon, La propaganda religiosa, Conferencia leída en el Rosario Oriental, el 22 de julio de 1880, Montevideo, Imprenta de El Ferro Carryl, 1880.
- J. D Armand Ugon, Lo reformadores y la Historia, Conferencia leída en el Rosario Oriental, el 12 de agosto de 1880, Montevideo, Imprenta de El Ferro Carryl, 1880.
- J. D Armand Ugon, El Romanismo y la Historia, Montevideo, Imprenta de El Ferro Carryl, 1881.
- J. D Armand Ugon, El Protestantismo y la Historia, Montevideo, Imprenta de El Ferro Carryl, 1881.
- J. D Armand Ugon, Las Misiones Evangélicas en los países no cristianos, Montevideo, Imprenta de El Ferro Carryl, 1881.